# Син Саимдан
Син Саимдан (кор. 신사임당; 29 октября 1504, Каннын — 17 мая 1551, Пхёнандо) — корейская художница, поэтесса и мастерица каллиграфии.

## Жизнь и творчество
Воспитывалась у родителей матери, живших в родном городе будущей художницы. Отец девочки, Син Мён Хва (申命和), служил чиновником. Мать была из аристократической семьи. В семье, кроме Син, росло ещё четыре дочери, среди которых она была старшей. Не имея наследников мужского пола, дед её, Ли Са Он (李思溫), обучал Син всему  тому, что должен был знать в средневековой Корее юноша благородного происхождения, в том числе стихосложение, рисование, вышивку, каллиграфию и литературу.

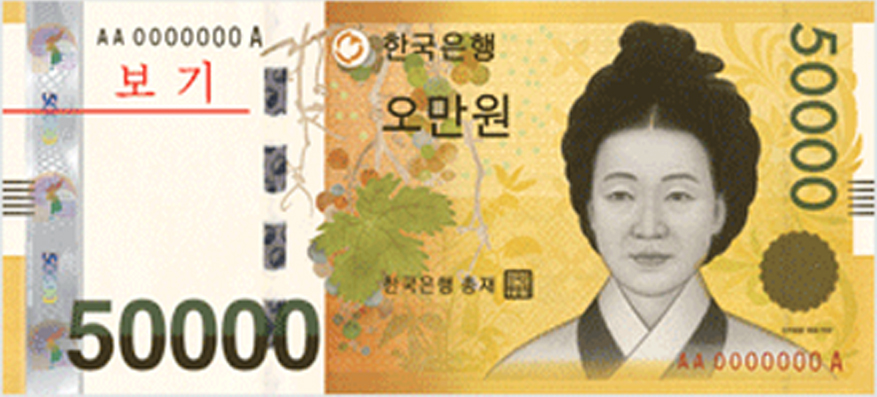
Купюра достоинством в 50.000 вон Республики Корея

После вступления в брак в возрасте 19 лет с военачальником Ли Вон Су (李元秀) девушка — с разрешения мужа — по-прежнему проводит много времени дома у бабушки и деда. Позднее она часто сопровождает его в служебных поездках, что было необычно для женщин того времени. В 32 года у Син рождается сын, Ли И, ставший впоследствии знаменитым конфуцианским учёным и философом. Согласно преданию, во время своей беременности Син увидела во сне белого дракона, что можно было истолковать как знамение того, что ребёнок станет знаменитым и талантливым. После рождения сына Син Саимдан приложила все усилия и немалые средства для исполнения этого пророчества. Всё это принесло ей в Корее славу «Мудрой матери» (어진 어머니). Вплоть до настоящего времени в Корее образ Син Саимдан является эталоном заботливой и любящей своих детей женщины. Син вместе со всей фамилией переезжает в провинцию Пхёнандо (близ города Пхаджу), где вскорости неожиданно скончалась.
Несмотря на то, что Син Саимдан росла в довольно консервативном обществе, она получила, благодаря либеральному образу мыслей своих родственников — родителей матери и супруга — достаточно возможностей для художественного творчества и развития своего природного таланта. Так же она воспитывала и своих детей.
В живописи Кореи художница оставила след как создатель особого стиля, изображая на своих картинах растения, насекомых, рыб, виноград, бабочек, цветы, а также пейзажи. В настоящее время известно приблизительно 40 её работ тушью и минеральными красками, однако есть основания считать, что их сохранилось больше. Каллиграфических экземпляров мы знаем гораздо меньшее количество, несмотря на то, что ещё в XVI веке эти её произведения завоевали широкую известность, что зафиксировано в том числе письменными источниками.
Стихотворения, написанные Син Саимдан, посвящены любви к родительскому дому, к матери, трагедии расставания с родными местами и людьми.

## Галерея

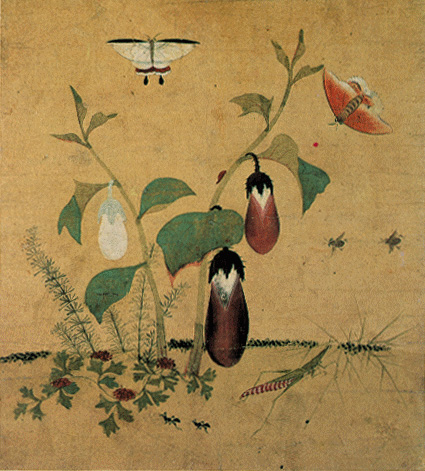
Чочунгдо, художественный стиль в корейской живописи, созданный Син Саимдан: в изображении растений и насекомых
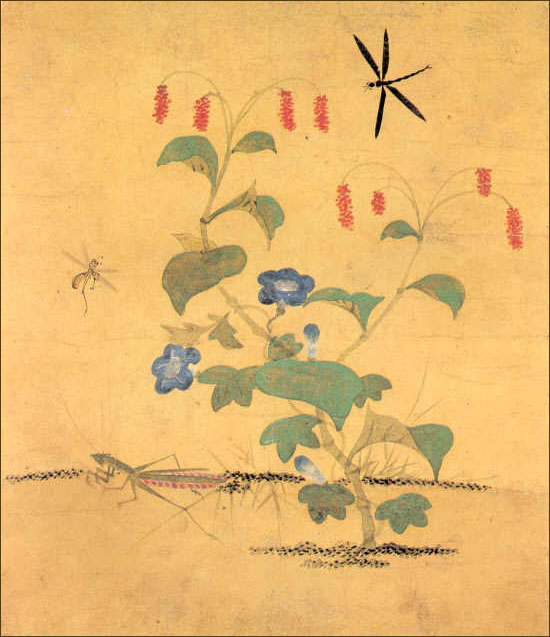
Чочунгдо
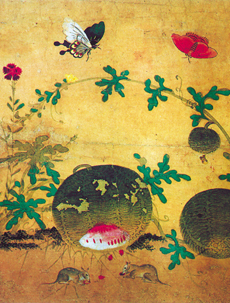
Чочунгдо
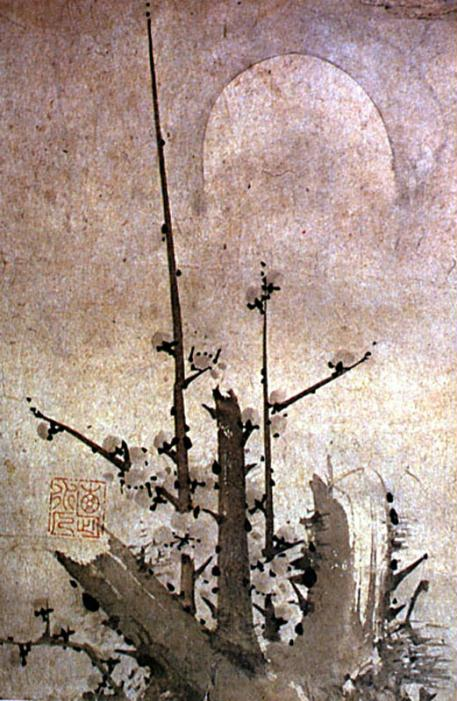
Чочунгдо